# Bâtiment Castelao
Le bâtiment Castelao est un bâtiment d'architecture moderne du début du XXIe siècle situé à l'angle des rues Padre Amoedo Carballo et rue Sierra à Pontevedra, en Espagne, en bordure du centre historique. Il appartient au musée de Pontevedra.

## Histoire
Le 2 mai 2003, lors de l'inauguration de l'extension du bâtiment Fernández López du musée de Pontevedra, son directeur a annoncé qu'un nouveau bâtiment du musée serait construit entre les rues Cobián Roffignac et Sierra.
Le bâtiment a été construit entre 2004 et 2008 selon un projet des architectes Eduardo Pesquera et Jesús Ulargui pour remédier au manque d'espace d'exposition du musée de Pontevedra. Il est situé sur le site de l'ancien verger du collège des Jésuites dans la ville, à l'arrière de celui-ci et de l'église Saint-Barthélemy.
Le bâtiment a été financé par la Députation de Pontevedra, avec le soutien du ministère de la Culture espagnol, de la Xunta de Galice et du conseil municipal de Pontevedra. Le projet a impliqué la création d'une nouvelle rue piétonne entre les rues Padre Amoedo et Arcos de San Bartolomé.
L'espace d'exposition temporaire a été inauguré en juillet 2008 avec la Biennale d'art consacrée au Maghreb. Après la mise en œuvre de la muséographie, le bâtiment a été inauguré le 4 janvier 2013. Le 2 décembre 2021, il a été nommé Bâtiment Castelao, en hommage à Alfonso Daniel Rodríguez Castelao, l'un des fondateurs du musée de Pontevedra,.

## Description
Le bâtiment couvre une superficie de 10 000 mètres carrés et se compose de 3 étages et d'un rez-de-chaussée. Il a 23 salles d'exposition permanente, avec des œuvres pour la plupart picturales, qui permettent d'apprécier l'évolution de l'art galicien depuis l'époque gothique jusqu'à nos jours, ainsi que les manifestations artistiques réalisées dans d'autres régions d'Espagne depuis l'époque de Goya jusqu'au milieu du XXe siècle. Trois des salles sont consacrées à Castelao et il existe également de vastes espaces pour la riche collection de peinture espagnole de peintres tels que Goya, Fortuny, Rusiñol et Vázquez Díaz, et pour l'art galicien avec une large représentation de rénovateurs tels que Maside, Torres, Souto, Colmeiro et Laxeiro.
Le bâtiment a aussi des salles d'exposition temporaire, un auditorium, une cafétéria et des espaces d'atelier. De plus, dans son étage souterrain, on peut contempler une section de 50 mètres des vestiges des anciens remparts de Pontevedra, intégrée au bâtiment,.
La caractéristique la plus remarquable du bâtiment est sa luminosité. Il s'articule autour de deux structures rectangulaires reliées par des passerelles en verre. L'intérieur combine le béton blanc dans la structure avec des sols en granit et des planchers en bois blanchi dans les salles. Le module sud, plus petit, est vitré pour lui donner de la légèreté et pour faciliter la transition avec le bâtiment Sarmiento du musée, auquel il est relié par deux passerelles également vitrées à mi-hauteur. La structure nord, plus imposante et hermétique, possède des murs extérieurs en granit et des panneaux de sécurité longitudinaux en verre qui permettent à la lumière naturelle de pénétrer par la partie supérieure des salles et qui fonctionnent comme des fenêtres zénithales.

## Galerie

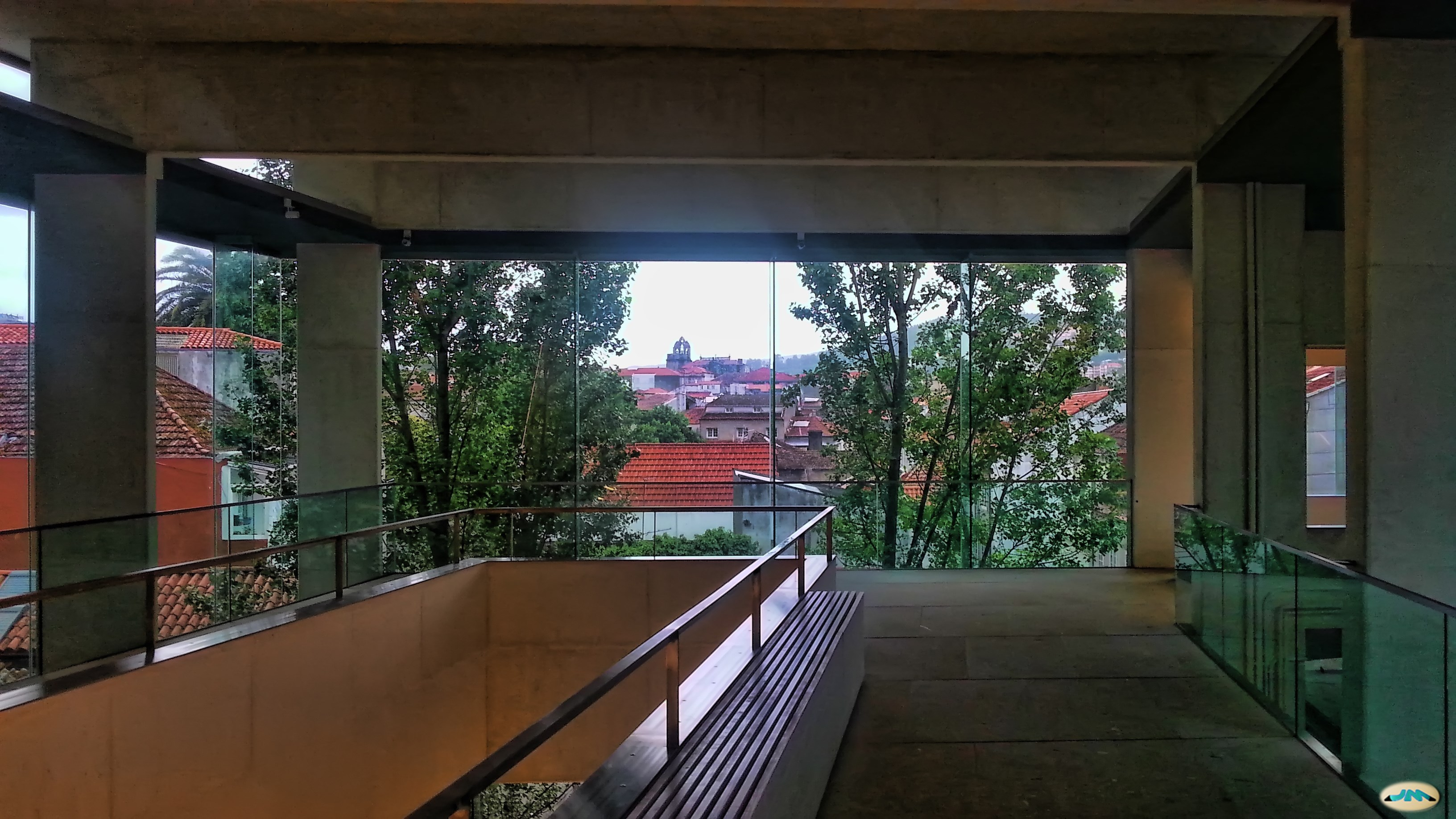
Intérieur
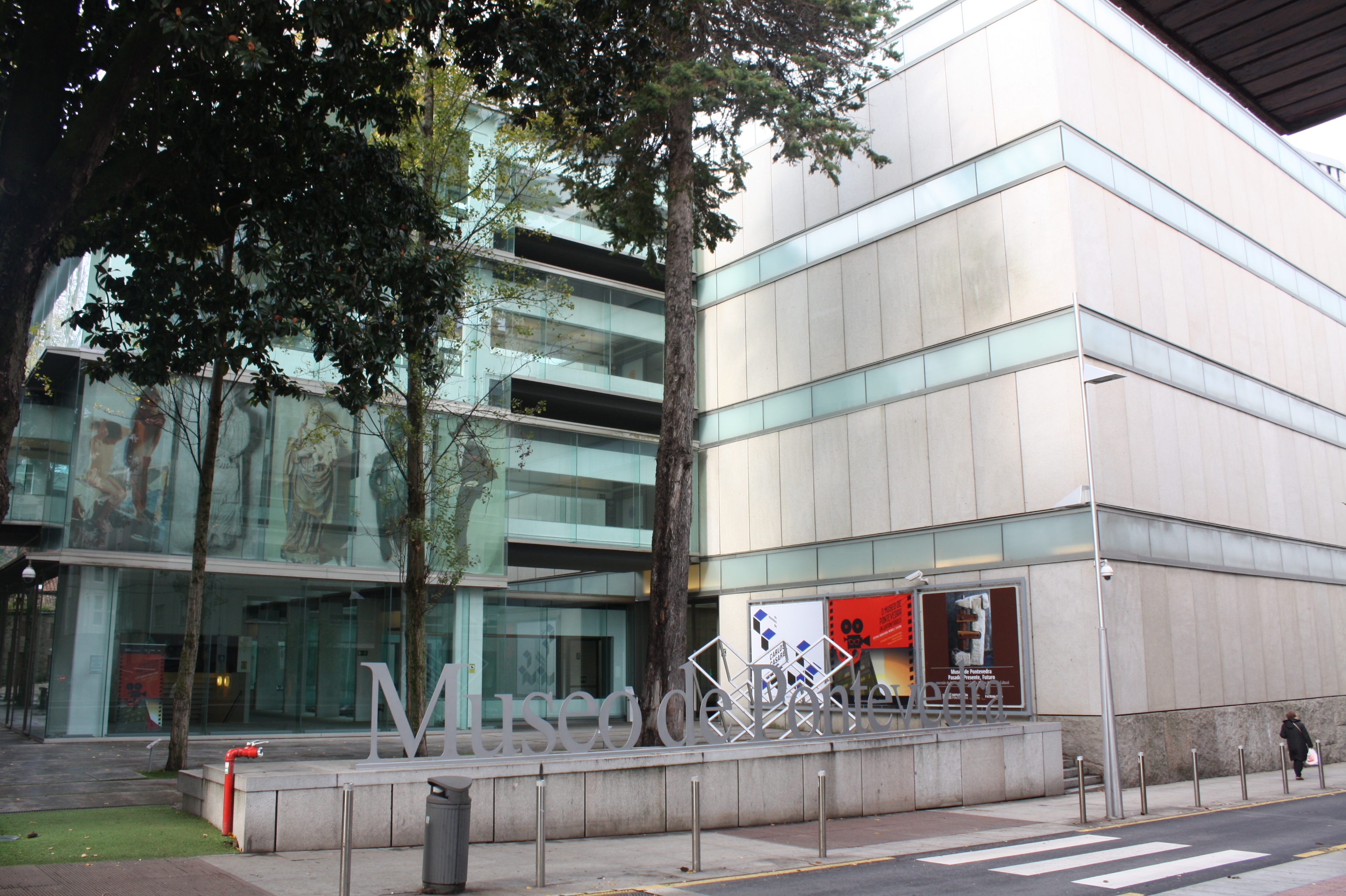
Entrée du bâtiment
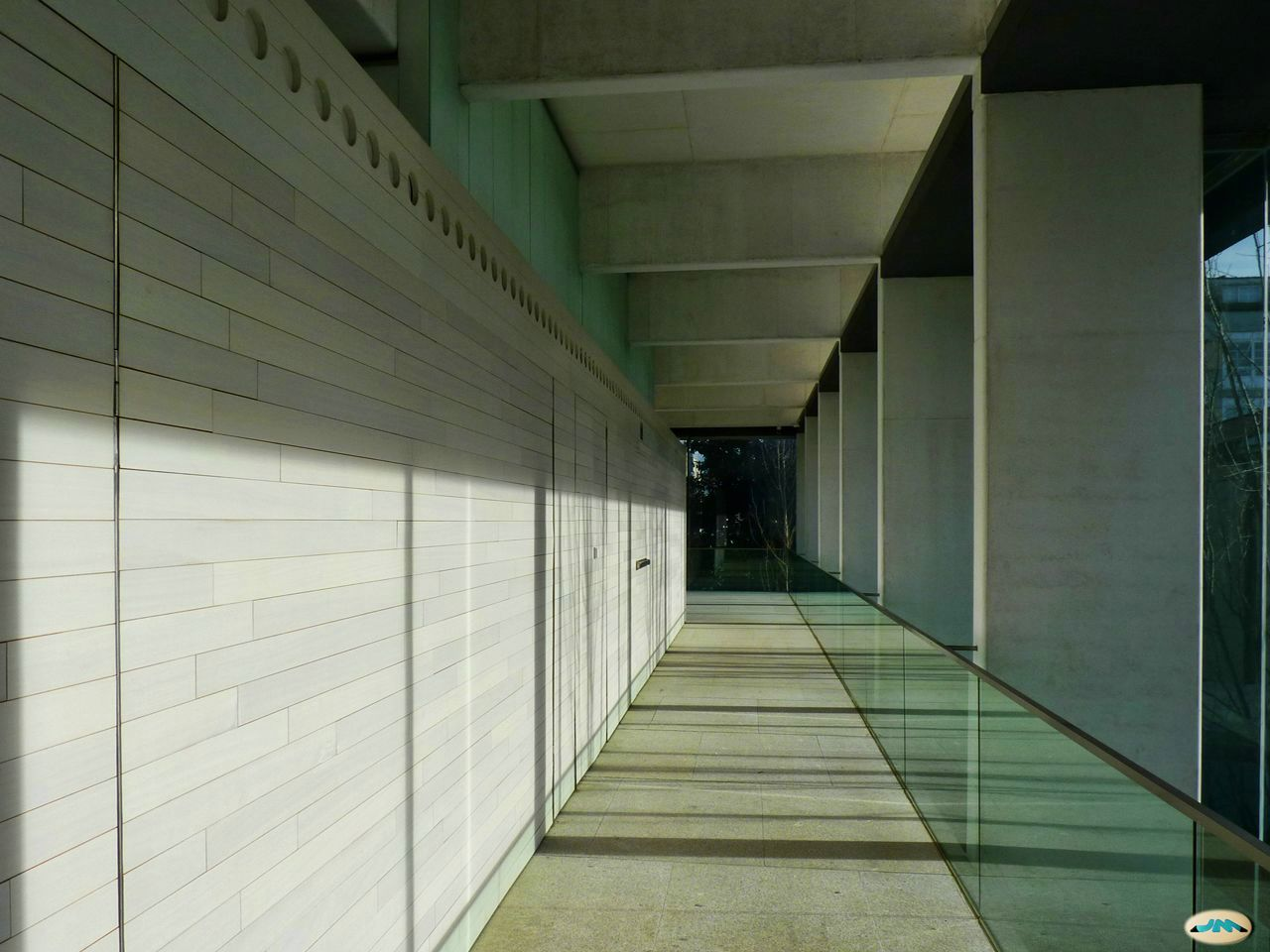
Couloir à l’intérieur
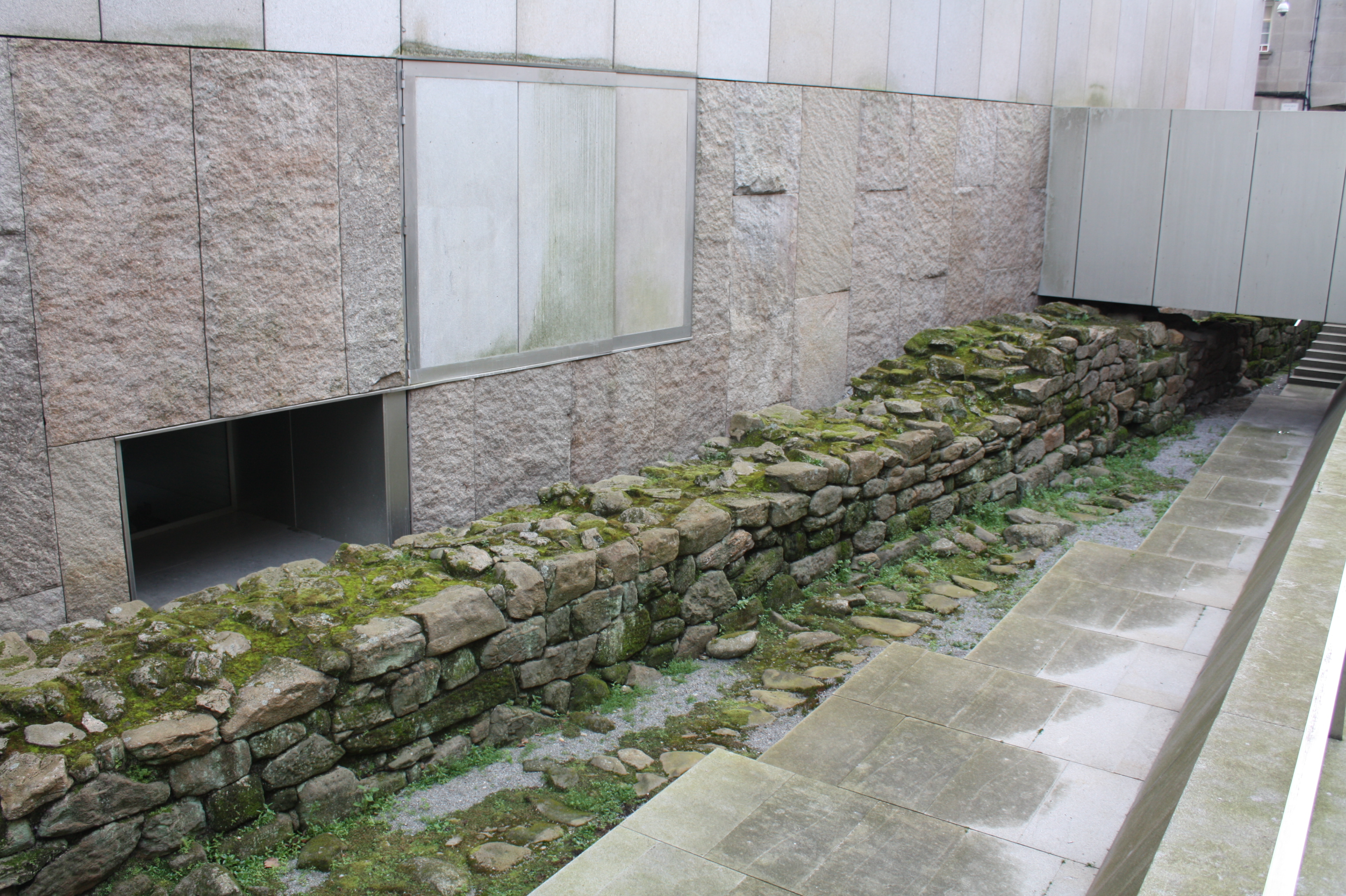
Vestiges des remparts
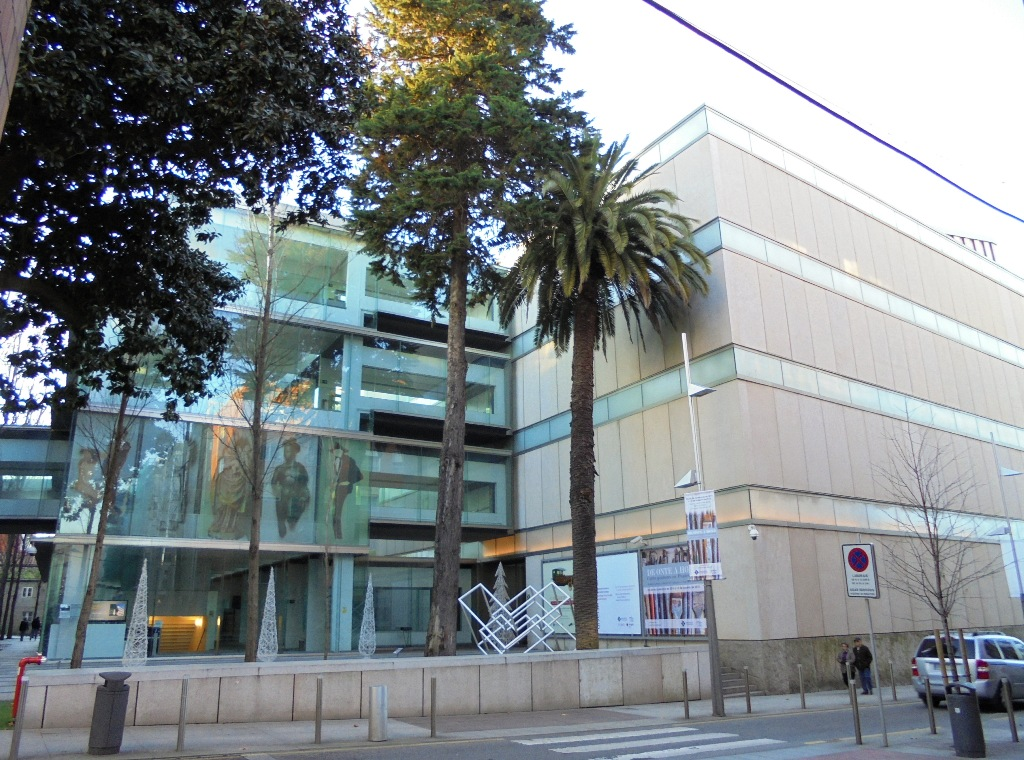
Façade principale
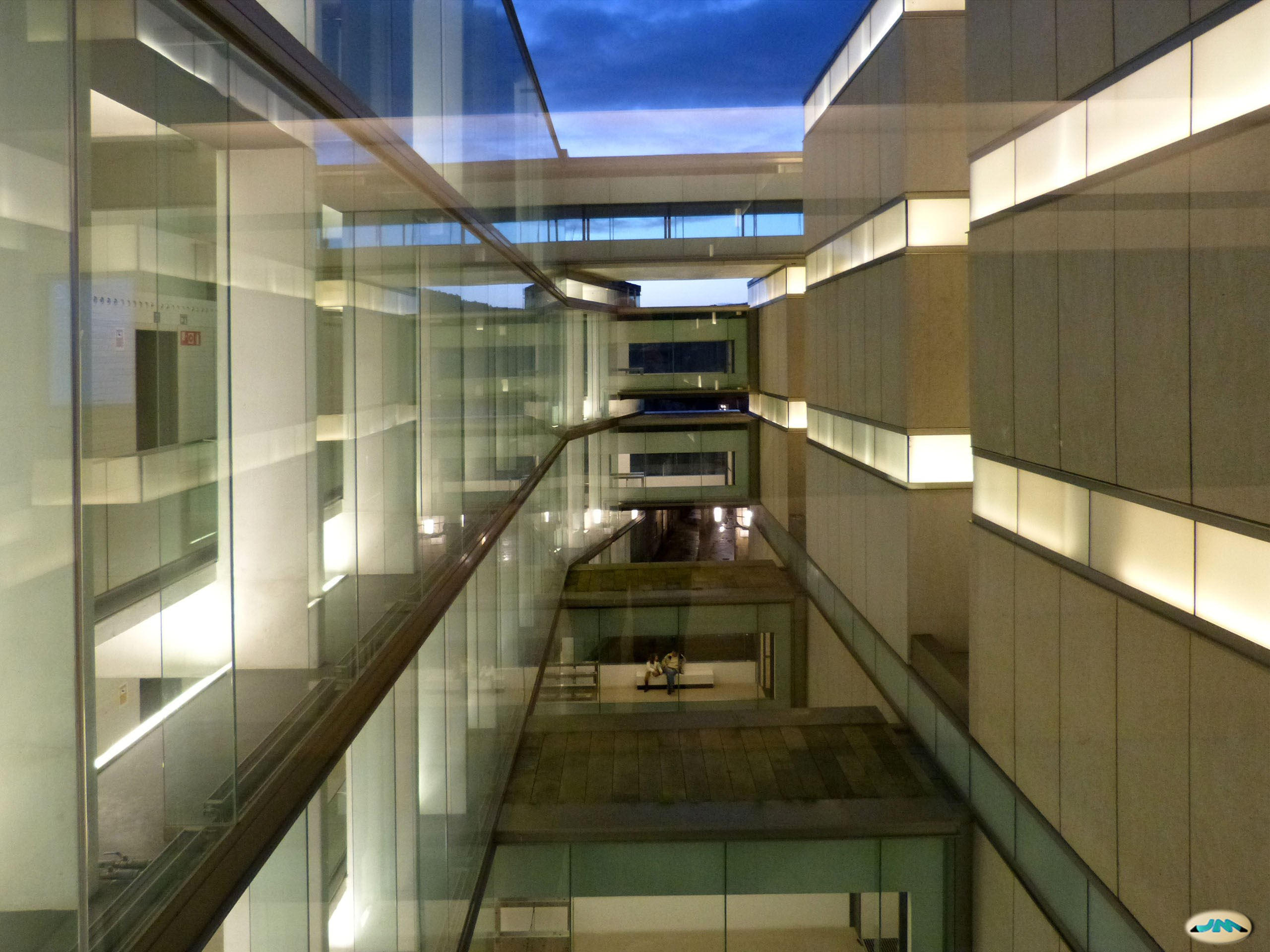
Passerelles intérieures en verre
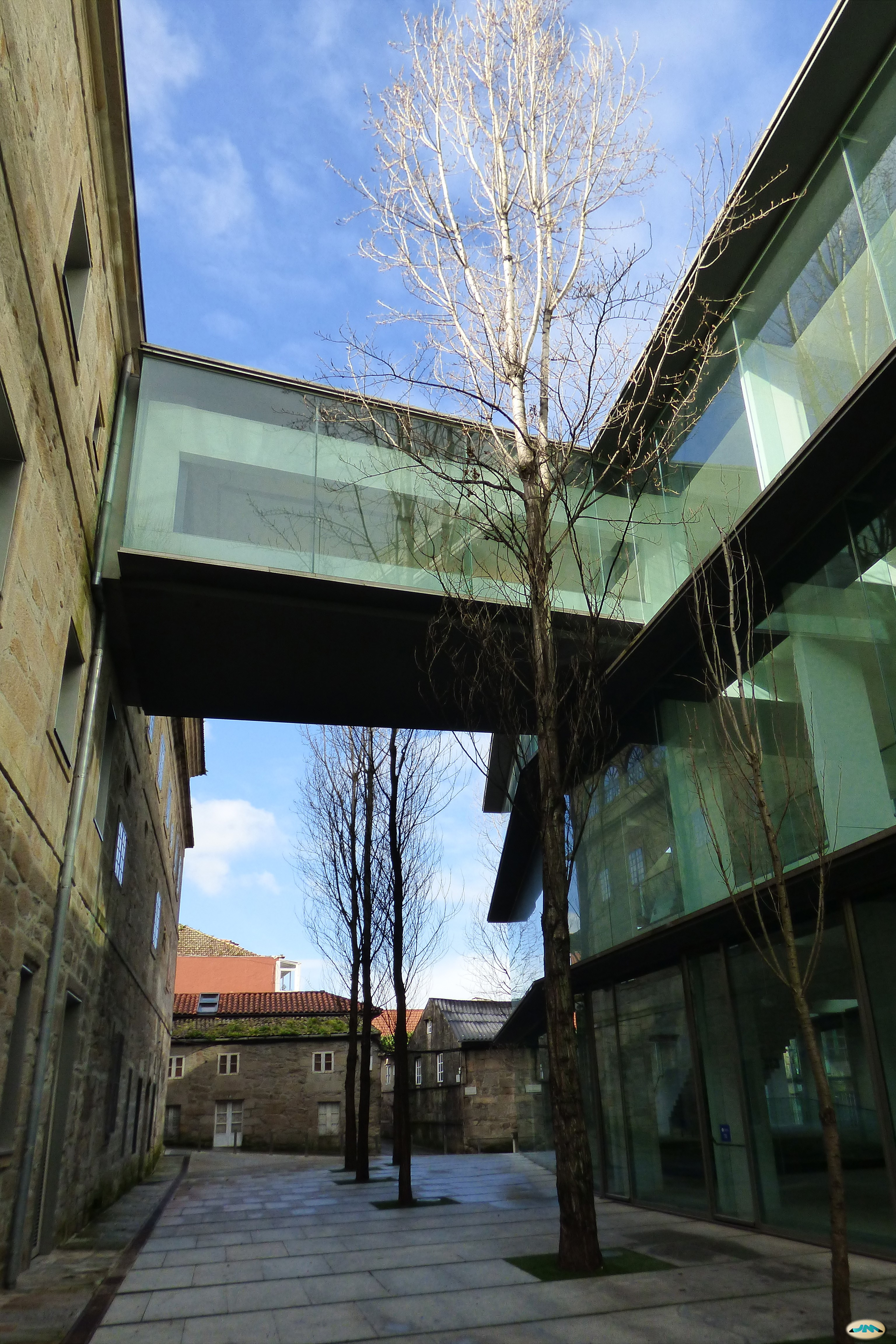
Rue piétonne
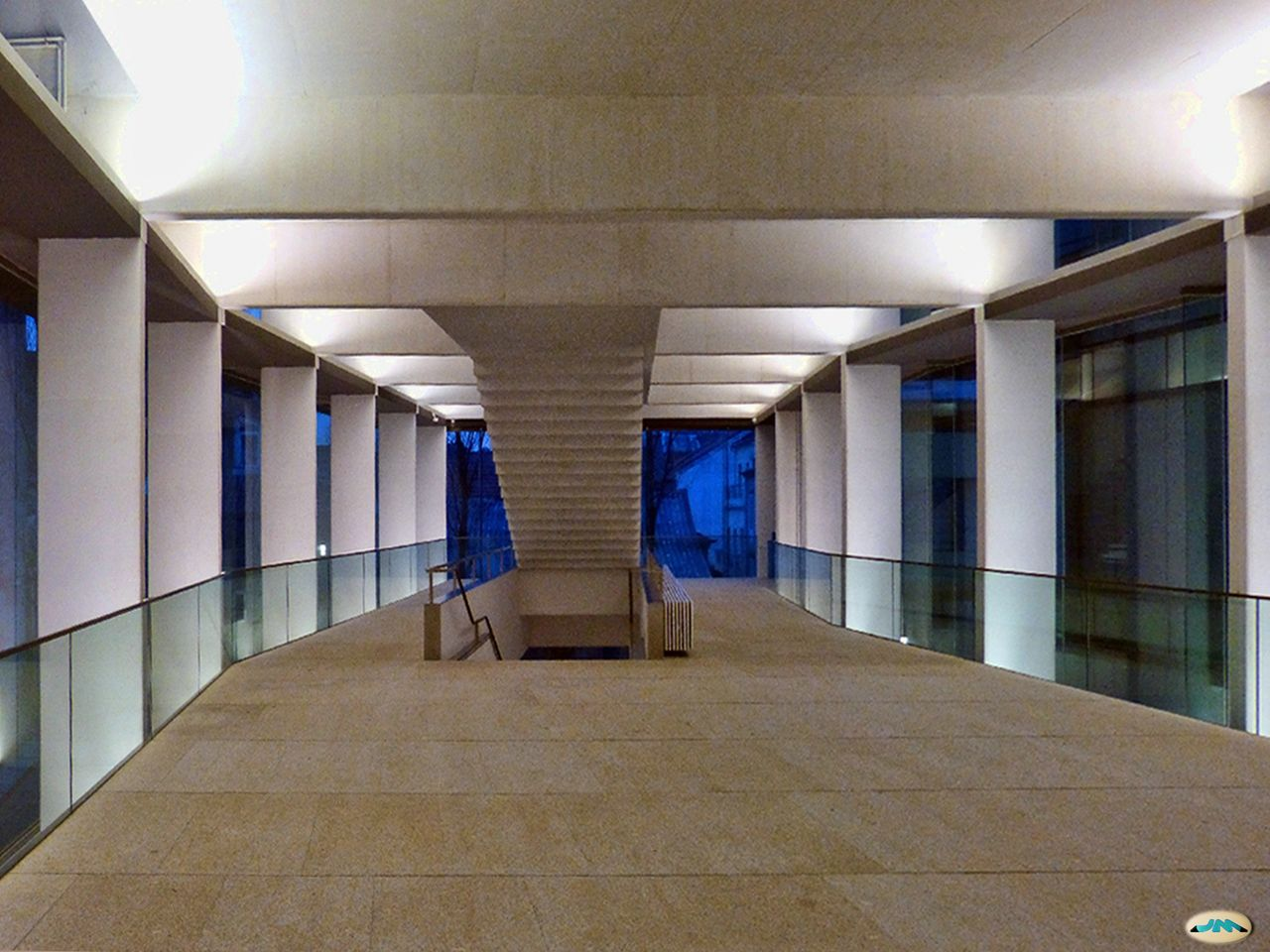
Deuxième étage
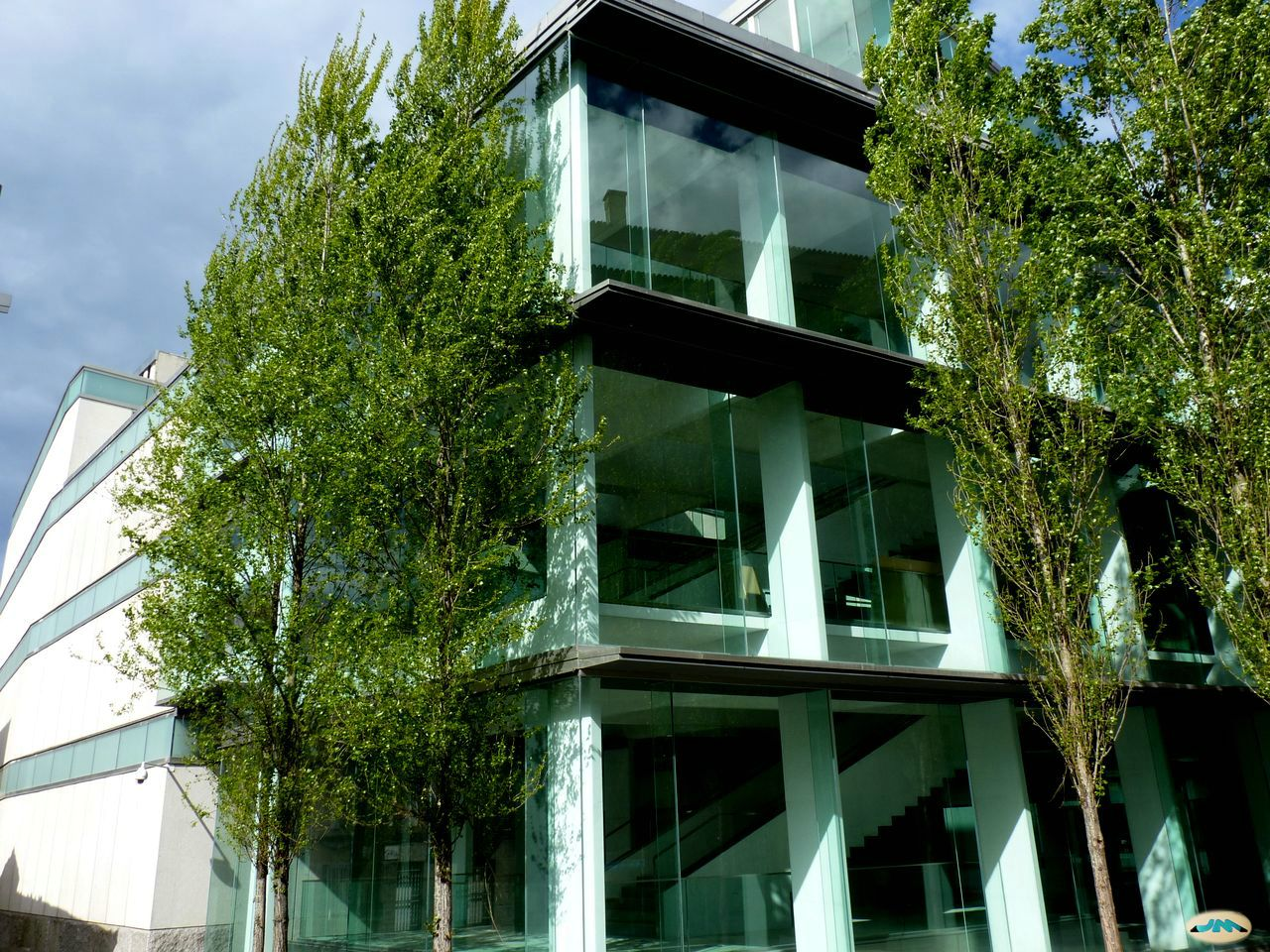
Bâtiment en verre
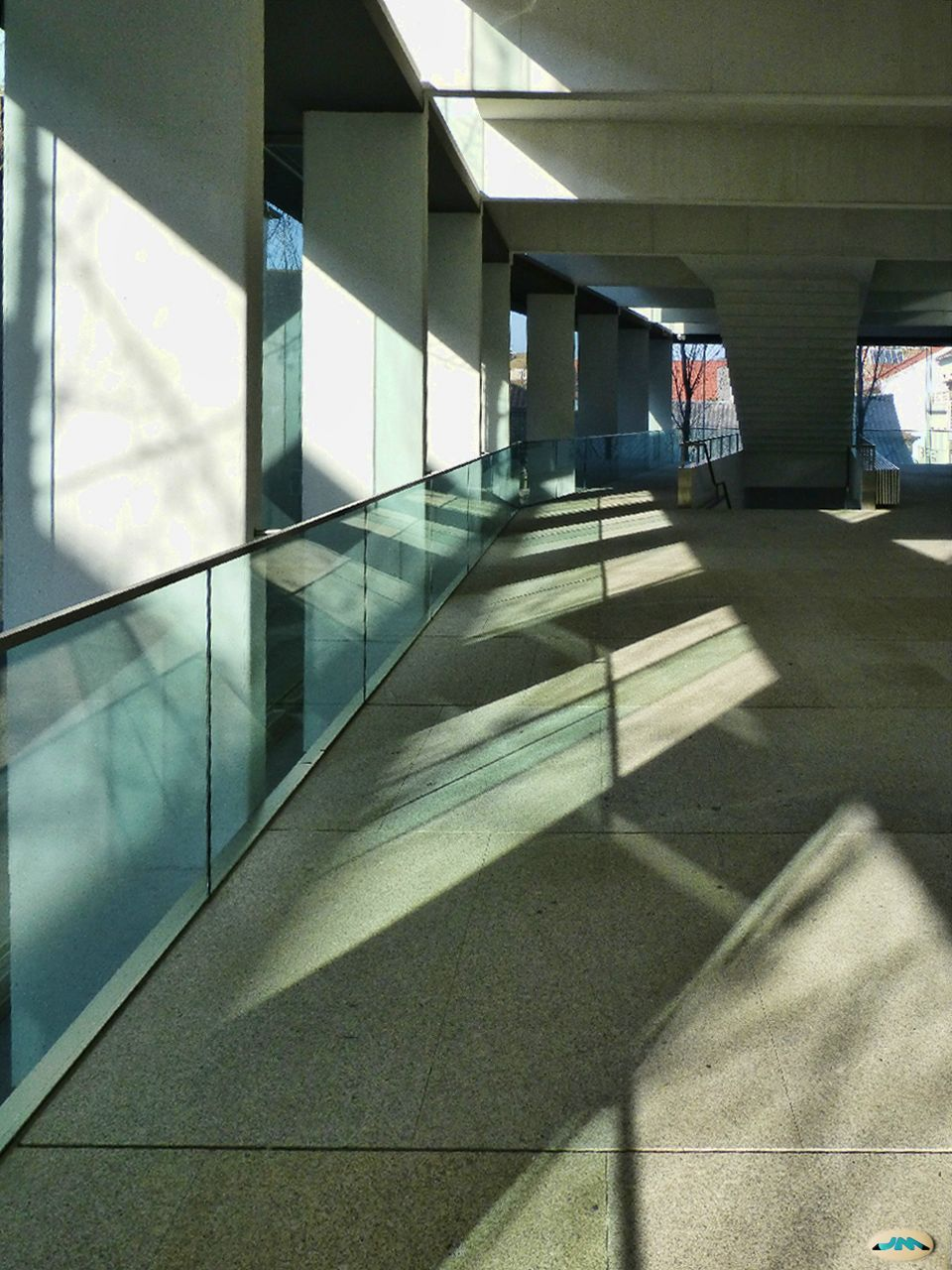
Deuxième étage